# Font dels Clots (Astell)
La Font dels Clots és una font del terme municipal de la Torre de Cabdella, del Pallars Jussà, en el seu terme primigeni, dins del territori del poble d'Astell.
Està situada a 1.875 m d'altitud, a les Clots, al nord-oest d'Astell, en un barranc subsidiari per la dreta del barranc de les Forques, més amunt del Salt de l'Aigua.